# 山口県保育所一覧
山口県保育所一覧（やまぐちけんほいくしょいちらん）は、山口県の保育所の一覧。

## 公立保育所

### 山口市
- 山口市立山口保育園
- 山口市立陶保育園
- 山口市立東山保育園
- 山口市立大内保育園
- 山口市立楠木保育園
- 山口市立三の宮保育園
- 山口市立山口第二保育園
- 山口市立小郡上郷保育園
- 山口市立小郡保育園
- 山口市立小郡乳児保育園
- 山口市立黒潟保育園
- 山口市立あじす保育園
- 山口市立堀保育園
- 山口市立八坂保育園

### 下関市
- 下関市立大坪保育園
- 下関市立千草保育園
- 下関市立長府第一保育園
- 下関市立長府第二保育園
- 下関市立長府第三保育園
- 下関市立長府第四保育園
- 下関市立幸町保育園
- 下関市立吉見保育園
- 下関市立彦島第一保育園
- 下関市立彦島第二保育園
- 下関市立名池保育園
- 下関市立王喜保育園
- 下関市立高尾保育園
- 下関市立垢田保育園
- 下関市立幡生保育園
- 下関市立菊川保育園 
  - 下関市立菊川保育園田部分園
- 下関市立豊田西保育園
- 下関市立豊田下保育園
- 下関市立三豊保育園
- 下関市立西市保育園
- 下関市立双葉保育園
- 下関市立川棚保育園
- 下関市立小野保育園
- 下関市立黒井保育園
- 下関市立角島保育園
- 下関市立阿川保育園
- 下関市立粟野保育園
- 下関市立田耕保育園